# Relations entre l'Iran et le Qatar
Les relations entre l'Iran et le Qatar se rapportent aux relations bilatérales entre la République islamique d'Iran et l'État du Qatar. L'Iran a une ambassade à Doha alors que le Qatar a une ambassade à Téhéran. Le Qatar et l'Iran ont des liens étroits, mais les relations entre les deux pays ont été agrières après que l'Arabie saoudite a rompu les liens avec l'Iran à la suite de l'attaque contre l'ambassade saoudienne à Téhéran.
Les deux sont membres du Mouvement des non-alignés, et de l'Organisation de la Conférence islamique. Contrairement aux autres États membres du Conseil de coopération du Golfe comme l'Arabie saoudite et les Émirats arabes unis, le Qatar s'abstient généralement de critiquer les activités nationales et étrangères de l'Iran. Le Qatar a également tenu plusieurs réunions de haut niveau avec des responsables iraniens pour discuter des accords de sécurité et économiques.

## Coopérations
Le Qatar partage une bonne relation avec l'Iran, tous deux sont des pays exportateurs de pétrole et de gaz. Avec la Russie, les trois contrôlent environ 50 % des réserves mondiales de gaz.